# Hêtre du Japon
Fagus crenata
Espèce
Classification phylogénétique
Synonymes
- Fagus ferruginea
- Fagus sieboldii

Le hêtre du Japon (Fagus crenata) est une espèce d'arbre à feuilles caduques, de la famille des Fagaceae.

## Répartition
Fagus crenata est un arbre originaire du Japon. Il pousse dans une zone tempérée s'étendant du sud de l'île de Hokkaidō jusqu'à la péninsule d'Ōsumi dans le sud de l'île de Kyūshū.

## Dénominations
Le nom vernaculaire du hêtre du Japon est buna (ブナ).

## Description
Le hêtre du Japon peut atteindre jusqu’à 35 m de hauteur.

## Monuments naturels
Au Japon, des forêts de hêtres sont classées monuments naturels nationaux comme celle d'Utasai dans le bourg de Kuromatsunai.